# Kasperl als Porträtmaler
Kasperl als Porträtmaler ist ein von Franz von Pocci verfasstes Theaterstück aus dem Jahre 1859.

## Handlung
Kasperl arbeitet beim Porträtmaler Schmierpinsel als Farbenreiber. Als sein Vorgesetzter zur Preisverleihung bei einem Künstlerwettbewerb geht, kommt eine Frau herein. Kasperl verkleidet sich und gibt sich ihr gegenüber als der Maler aus. Im Zuge einer Diskussion voller Missverständnisse und Albernheiten vonseiten Kasperls malt dieser, nachdem er sein Geld im Voraus verlangt hat, einen entsetzlichen Eselskopf auf die Leinwand, den er der Kundin über den Kopf schlägt und sie hinaus jagt. Kurz darauf kehrt Schmierpinsel zurück, der verärgert darüber ist, nicht gewonnen zu haben, als der stotternde Polizeikommissar Karrnpichler kommt, da die Frau den angeblichen Maler angezeigt hat. Schmierpinsel ahnt, dass Kasperl dahinter steckt und befragt diesen. Kasperl gibt sich völlig unschuldig, wird aber zum Polizisten geschickt. Nachdem er Karrnpichler bei der Aufnahme der Personalien lauter unsinnige Antworten gegeben hat, wird er aufgefordert, den Vorgang zu zeigen. Kurzerhand bemalt Kasperl das Gesicht des Polizisten mit einem Pinsel und jagt ihn fort. Kasperl beschließt nun, ein Maler zu werden.

## Wissenswertes
Das Stück weist große Ähnlichkeit mit einem früheren Werk Poccis, Kasperl als Professor, auf. In beiden verkleidet sich Kasperl als sein jeweiliger Vorgesetzter in dessen Abwesenheit, um einen Besucher zu täuschen und sein Geld zu bekommen, wobei er diesen verprügelt. Sein Opfer rennt zur Polizei, welche daraufhin aber an den echten Vorgesetzten gerät, der zurückgekommen ist. Allerdings besteht ein Unterschied der beiden Stücke darin, dass in „Kasperl als Porträtmaler“ der Polizist schließlich doch mit dem echten Kasperl zusammentrifft und ihn verhört, aber von diesem verjagt wird, während bei „Kasperl als Professor“ tatsächlich der echte Professor verhaftet wird. In beiden Fällen bleiben Kasperls Täuschungen aber ungestraft, da er in diesem Stück den Polizisten verjagt und in dem anderen überhaupt nicht verdächtigt wird.